# Bučje Gorjansko
Bučje Gorjansko su naselje u Hrvatskoj, regiji Slavoniji u Osječko-baranjskoj županiji i nalaze se u sastavu općine Drenje.

## Zemljopisni položaj
Bučje Gorjansko se nalazi na 152 metara nadmorske visine (središte sela) u području gdje sjeverni obronci Krndije prelaze u nizinu istočnohrvatske ravnice, a nedaleko od sela protječe rijeka Vuka. Selo se nalazi na oko 1,5 km od državne ceste D515 Našice D2 - Đakovo D7. Susjedna naselja: istočno Bračevci, jugoistočno su Paljevina i Potnjani, južno Slatinik Drenjski, te jugozapadno Podgorje Bračevačko. Zapadno se nalaze Ostrošinci, a sjeverno Razbojište i Podgorač naselja u općine Podgorač. Pripadajući poštanski broj je 31423 Bračevci, telefonski pozivni 031 i registarska pločica vozila DJ (Đakovo). Površina katastarske jedinice naselja Bučje Gorjansko je 6,32 km2.

## Stanovništvo
| broj stanovnika | 122   | 145   | 154   | 177   | 247   | 269   | 278   | 295   | 278   | 283   | 242   | 195   | 146   | 122   | 98    | 73    | 62    |
|                 | 1857. | 1869. | 1880. | 1890. | 1900. | 1910. | 1921. | 1931. | 1948. | 1953. | 1961. | 1971. | 1981. | 1991. | 2001. | 2011. | 2021. |

Do 1900. iskazivano pod imenom Bučje.

## Vanjska poveznica
- ARKOD preglednik